# General Spanky
Pour plus de détails, voir Fiche technique et Distribution.
General Spanky est un film américain de Gordon Douglas et Fred C. Newmeyer, sorti en 1936.

## Synopsis
Spanky, Alfalfa, Buckwheat et d'autres enfants forment une armée appelée "Le club du régiment royal de protection des femmes et des enfants du monde et du fleuve Mississippi". Ce groupe connaît une action inattendue lorsque les troupes de l'Union approchent et s'engageant dans des batailles plus farfelues que féroces. En utilisant des tactiques de clowns plutôt que des tactiques militaires, les enfants arrêtent l'avancée et sauvent plus tard un ami adulte du peloton d'exécution.

## Fiche technique
- Titre : General Spanky
- Réalisation : Gordon Douglas et Fred C. Newmeyer
- Scénario : John Guedel, Richard Flournoy et Hal Yates
- Photographie : Art Lloyd et Walter Lundin
- Musique : Marvin Hatley
- Pays d'origine : États-Unis
- Format : Noir et blanc - 1,37:1 - Mono
- Genre : comédie
- Date de sortie : 1936

## Distribution
- George 'Spanky' McFarland : Spanky

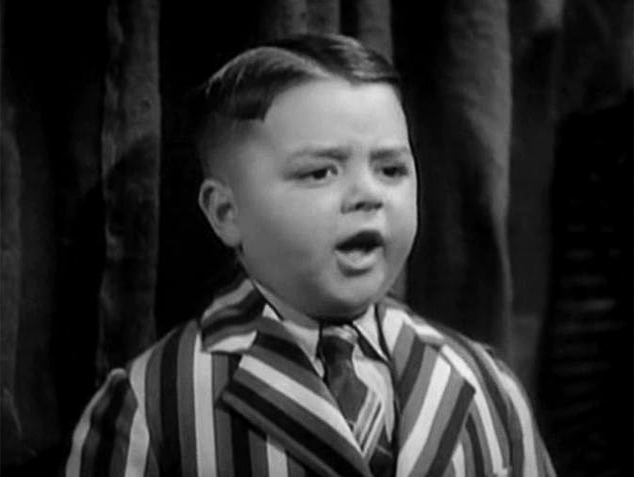
George Spanky McFarland

- Phillips Holmes : Marshall Valient
- Ralph Morgan : Yankee General
- Irving Pichel : Simmons
- Rosina Lawrence : Louella
- Carl 'Alfalfa' Switzer : Alfalfa
- Hobart Bosworth : Colonel Blanchard
- Louise Beavers : Cornelia
- Willie Best : Henry